# Toloríu

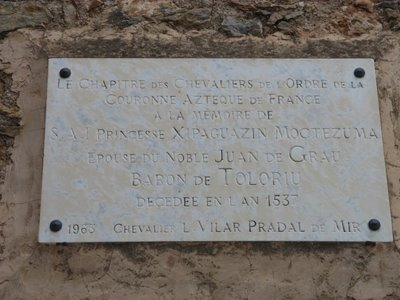
Placa a Xipaguazin Moctezuma y Juan de Grau en la iglesia de Toloríu

Toloríu (en catalán y oficialmente, Toloriu) es una población española perteneciente al municipio de Pont de Bar  de la provincia de Lérida, situada en la comarca catalana del Alto Urgel, junto con los núcleos de El Pont de Bar, Ardaix, els Arenys, Aristot, els Banys de Sant Vicenç, Bar y Castellnou de Carcolse.

## Geografía
Está situado a media vertiente norte de la imponente sierra del Cadí, en el extremo nordeste de la comarca de Alto Urgel, sobre un altiplano a 1248 metros de altitud, cercano al curso alto del río Segre. 

## Historia
El barón de Toloriu, Joan Grau fue uno de los primeros conquistadores que llegó a Tenochtitlán junto a Hernán Cortés. Se casó con una de las hijas de Moctezuma de nombre Xipaguazin, que fue bautizada con el nombre de María y que murió en Toloriu el 10 de enero de 1537.
En 1970 desapareció como municipio al fusionarse con el de Aristot, originando el nuevo término municipal de Aristot Toloríu.

## Geografía humana

### Demografía
| Gráfica de evolución demográfica de Toloríu entre 1842 y 1960 |
| |
| Población de derecho según los censos de población del INE Población de hecho según los censos de población del INEEntre el censo de 1857 y el anterior, crece el término del municipio porque incorpora a 255043 (Bar) Entre el censo de 1970 y el anterior, este municipio desaparece porque se agrupa en el municipio 25030 (Aristot Toloríu) |

## Lugares de interés

### Cueva de las Encantadas
La Cueva de las Encantadas está situada encima de la sierra que mira a Ansovell, entre el Roca de Corb y el Collado de Se, a 1400 metros de altura. Un experto espeleólogo puede recorrer más de 200 metros. Una cueva de misterio y leyenda: Se cuenta que desde el otro la lado del valle, quizá de Ansovell, se veía ropa extendida junto a la entrada de la cueva, pero cuando alguien se acercaba, la ropa desaparecía y rondando por la entrada se veían mujeres desconocidas -les Encantades-.

### La Roca Plana
Per un camino que sale de la iglesia y pasa al lado de la telefónica se llega a la Roca Plana, un lugar de encuentro de la juventud en  las cálidas noches de verano.

### La Torre del Moro
Situada dentro del pueblo, es la única torre que todavía se conserva de las murallas del Castillo de defensa de Toloriu, castillo residencia de los Grau-Moctezuma que fue destruido el 1794 por los franceses, permite una vista sobre el valle del río Segre. Es una torre redonda orientada hacia el norte. El castillo tributaba a los condes de Cerdaña y defendía la entrada a la comarca conjuntamente con los de Bar y Aristot, todos mirando hacia el Alto Urgel.

### Iglesia de San Jaime
Es el lugar que acoge los actos culturales del pueblo, fue levantada sobre el primer edificio del siglo XVI y en el acta de consagración de la catedral de Urgel del 819 ya era mencionada. En el año 1930, Joan Grau de Toloriu (descendiente del barón homónimo del siglo XVI) entregó a la iglesia un cáliz de plata dorada, que actualmente se conserva al Museo Diocesano de la Seo de Urgel. [cita requerida]
María Moctezuma contrajo matrimonio con Joan Grau en esta iglesia parroquial, que aparece citada en el acta de consagración de la catedral de Urgel. María Xipaguazín Moctezuma murió en 1536 y recibió sepultura en la misma iglesia de San Jaime. No quedan, sin embargo, restos de esta tumba.

### Ermita del Rosario
En la parte alta del pueblo, sobre una plana de roca calcárea se encuentra la pequeña ermita del Roser, construida allá por los años 1645 impulsada por el rector Pere de Cava, en su interior se conservan unas pinturas tan antiguas coma la misma ermita con representación de la gesta del barón Grau en tierras de la Nova Hispania, incluyendo indígenas y barcos con soldados.

### Gastronomía
Es altamente popular en la zona, sobre todo en época de fiestas, el consumo del mojito de Ca l'Oliaire ya que, debido a su alta graduación alcohólica, mantiene a los habitantes a una buena temperatura.